# Nennella
Nennella è un film del 1948, diretto da Renato May.

## Produzione
La pellicola è ascrivibile al filone dei melodrammi sentimentali, comunemente detti strappalacrime, molto in voga tra il pubblico italiano negli anni del secondo dopoguerra (poi ribattezzato dalla critica con il termine neorealismo d'appendice).